# 真冬の盆踊り
「真冬の盆踊り」（まふゆのぼんおどり）は、日本のバンド・フラワーカンパニーズの15枚目のシングル。

## 解説
- 前作より約1年ぶりのリリース。
- 全国流通盤としては実に3年ぶりのリリース。
- 表題曲は「深夜高速」に次いでアルバムに多く収録されている。

## 収録曲
特記以外作詞・作曲：鈴木圭介　全編曲：フラワーカンパニーズ
1. 真冬の盆踊り (4:20)
作曲：フラワーカンパニーズ
2. 吐きたくなるほど愛されたい (5:09)
3. 夕焼け (4:19)
4. 蜃気楼 (4:25)

## 収録アルバム
- 発熱の男（#1, #2, #3）
- BEST FLOWER 〜Trash Years〜（#1）
- フラカン一座、熱狂低気圧 磔磔ライブ（#1, #2） ライブバージョンでの収録。
- LIVE TRASH, RARE TRASH (Disc 1)（#1）　ライブバージョンでの収録。
- LIVE TRASH, RARE TRASH (Disc 2)（#2, #3） ともに新バージョンで収録
- フラカン入門（#1, #2）